# Reviers
Reviers és un municipi francès situat al departament de Calvados i a la regió de Normandia. L'any 2007 tenia 558 habitants.

## Demografia

### Població
El 2007 la població de fet de Reviers era de 558 persones. Hi havia 200 famílies de les quals 36 eren unipersonals (24 homes vivint sols i 12 dones vivint soles), 56 parelles sense fills, 96 parelles amb fills i 12 famílies monoparentals amb fills.
La població ha evolucionat segons el següent gràfic:
Habitants censats

### Habitatges
El 2007 hi havia 236 habitatges, 206 eren l'habitatge principal de la família, 23 eren segones residències i 7 estaven desocupats. 223 eren cases i 13 eren apartaments. Dels 206 habitatges principals, 165 estaven ocupats pels seus propietaris, 37 estaven llogats i ocupats pels llogaters i 4 estaven cedits a títol gratuït; 3 tenien una cambra, 12 en tenien dues, 25 en tenien tres, 44 en tenien quatre i 122 en tenien cinc o més. 140 habitatges disposaven pel capbaix d'una plaça de pàrquing. A 75 habitatges hi havia un automòbil i a 112 n'hi havia dos o més.

### Piràmide de població
La piràmide de població per edats i sexe el 2009 era:
| Homes | Edats   | Dones |
| ----- | ------- | ----- |
| 0     | 95 o +  | 0     |
| 0     | 90 a 94 | 4     |
| 0     | 85 a 89 | 4     |
| 0     | 80 a 84 | 4     |
| 4     | 75 a 79 | 8     |
| 0     | 70 a 74 | 8     |
| 16    | 65 a 69 | 12    |
| 4     | 60 a 64 | 4     |
| 12    | 55 a 59 | 8     |
| 20    | 50 a 54 | 12    |
| 24    | 45 a 49 | 24    |
| 24    | 40 a 44 | 12    |
| 8     | 35 a 39 | 20    |
| 36    | 30 a 34 | 24    |
| 4     | 25 a 29 | 20    |
| 16    | 20 a 24 | 12    |
| 12    | 15 a 19 | 20    |
| 12    | 10 a 14 | 8     |
| 28    | 5 a 9   | 16    |
| 32    | 0 a 4   | 16    |

## Economia
El 2007 la població en edat de treballar era de 379 persones, 294 eren actives i 85 eren inactives. De les 294 persones actives 271 estaven ocupades (154 homes i 117 dones) i 23 estaven aturades (13 homes i 10 dones). De les 85 persones inactives 34 estaven jubilades, 25 estaven estudiant i 26 estaven classificades com a «altres inactius».

### Ingressos
El 2009 a Reviers hi havia 210 unitats fiscals que integraven 583,5 persones, la mediana anual d'ingressos fiscals per persona era de 20.469 €.

### Activitats econòmiques
Dels 16 establiments que hi havia el 2007, 1 era d'una empresa alimentària, 4 d'empreses de construcció, 3 d'empreses de comerç i reparació d'automòbils, 1 d'una empresa d'hostatgeria i restauració, 1 d'una empresa d'informació i comunicació, 3 d'empreses immobiliàries, 1 d'una entitat de l'administració pública i 2 d'empreses classificades com a «altres activitats de serveis».
Dels 4 establiments de servei als particulars que hi havia el 2009, 1 era un paleta, 2 fusteries i 1 agència immobiliària.
Dels 2 establiments comercials que hi havia el 2009, 1 era una llibreria i 1 una botiga de roba.

## Equipaments sanitaris i escolars
El 2009 hi havia una escola maternal integrada dins d'un grup escolar amb les comunes properes formant una escola dispersa.

## Poblacions més properes
El següent diagrama mostra les poblacions més properes.